# کتاب‌های کایتن
کتاب‌های کایتن ال‌ال‌سی یک شرکت بومی سازی و انتشارات زبان آمریکایی می‌باشد، که در جنوب کالیفرنیا قرار گرفته‌است. تمرکز این شرکت بر ترجمه مانگا ژاپنی به انگلیسی می‌باشد و انواع مختلفی از ژانرها را منتشر می‌کند. این عناوین دارای مجوز از ناشران ژاپنی همانند، همپوشانی، مجله میکرو و فوتاباشا است.

## تاریخ
کتاب‌های کایتن در سال ۲۰۱۹ تأسیس گردید و در مارس ۲۰۲۰ فعال شد. نخستین همکاری اعلام شده این شرکت با ناشر ژاپنی همپوشانی بود که شامل مجوزهای مانگای نخستین زندگی تنها در جهانی دیگر و آن پوست را بریزید، ریوگازاکی بود!
در ماه ژوئن ۲۰۲۰، پایه‌گذاران کتاب‌های کایتن در پادکست ماهانه مانگا، که توسط جو پاسکولو، میزبانی می‌شد در رابطه با آخرین کسب مجوزها و انگیزه‌های راه‌اندازی شرکت صحبت کردند.
اندکی بعد، کتاب‌های کاتن در ژوئیه ۲۰۲۰ با مجوز مانگا پدر من ملکه همه ویتیبرها می‌باشد. همکاری با فوتاباشا را اعلام کرد و برج ما خیلی مزاحم است! و همچنین همکاری با مجله میکرو بعد از اعلام اینکه مجوزهای راهنمای یاکوزا برای مراقبت از کودکان و سپاه دختران گاچا را در دسامبر ۲۰۲۰ کسب کرد در مارس ۲۰۲۱، کتاب‌های کایتن رسماً اعلام نمودکه قابلیت‌های پراکندن فیزیکی خود را از راه مشارکت با سرویس کتاب مسیر گسترش می‌دهد تا نسخه‌های خود را به‌طور بزرگ‌تری در ویترین فروشگاه‌های سنتی آجر و ملات و در سطح بین‌المللی در دسترس قرار دهد.
بعدها در ماه دسامبر ۲۰۲۱، کتاب‌های کاتن همکاری با سرویس اشتراک دیجیتال مانگا آزوکی را به اسم خانه پخش ویژه برای نام‌های منتخب اعلام نمود.
کتاب‌های کاتن در بیانیه خود در ماه مه ۲۰۲۲ اعلام کرد که در نمایشگاه نمایشگاه انیمه ۲۰۲۲شرکت خواهد کرد که نخستین حضور در همایش این شرکت است.

## انتشارها

### سربرگ‌های مانگا
- سپاه دخترهای گاچا
- زندگی تنهایی در جهانی دیگر
- آن پوست را دور بریز، ریوگازاکی سان!
- پدر من ملکه کل وی تیبرهاست؟ !
- راهنمای یاکوزا برای نگهداری از کودک‌ها